# Dominic Frontiere
Pour les articles homonymes, voir Frontière (homonymie).
Dominic Carmen Frontiere est un compositeur américain de musiques de films, producteur et accordéoniste de jazz, né le 17 juin 1931 à New Haven (Connecticut) et mort le 21 décembre 2017 à Tesuque au Nouveau-Mexique. Il est principalement notable pour avoir composé les musiques des séries Les Envahisseurs, et Au-delà du réel.

## Biographie
Dominic Frontiere est en particulier le compositeur des musiques des séries culte Les Envahisseurs et Au-delà du réel.

## Filmographie

### comme compositeur

#### Cinéma
- 1957 : Dix mille chambres à coucher (Ten Thousand Bedrooms)
- 1960 : Les Sept Voleurs (Seven Thieves)
- 1960 : Les Hors-la-loi (One Foot in Hell)
- 1961 : The Marriage-Go-Round
- 1961 : The Right Approach
- 1962 : Hero's Island
- 1964 : The Ghost of Sierra de Cobre
- 1964 : Papa play-boy (A Global Affair)
- 1965 : Incubus
- 1965 : Billie (en)
- 1968 : Pendez-les haut et court (Hang 'Em High)
- 1969 : Popi
- 1969 : Number One
- 1970 : Chisum
- 1970 : Barquero
- 1971 : On Any Sunday
- 1972 : Hammersmith Is Out
- 1972 : Cancel My Reservation
- 1973 : A Name for Evil
- 1973 : Les Voleurs de trains (The Train Robbers)
- 1975 : Brannigan
- 1975 : Cleopatra Jones and the Casino of Gold
- 1976 : Pipe Dreams de Stephen Verona
- 1976 : Chewing gum rallye
- 1977 : Warhead
- 1980 : Les Massacreurs de Brooklyn (Defiance)
- 1980 : Le Diable en boîte (The Stunt Man)
- 1981 : Roar
- 1981 : Modern Problems
- 1985 : Vol d'enfer (The Aviator)
- 1989 : Brutal Glory (vidéo)
- 1994 : Color of Night
- 2002 : Behind the Badge

#### Télévision
- 1963 : Au-delà du réel (The Outer Limit) (série TV)
- 1964 : The Unknown de Gerd Oswald
- 1967-1968 : Les Envahisseurs (The Invaders) (série TV)
- 1968 : La patrouille des rats (Massacre Harbour) de John Peyser
- 1970 : Vol perdu (Lost Flight) de Leonard J. Horn
- 1969-1971 : L'Immortel (The Immortal) (série TV)
- 1970 : The Love War de George McCowan
- 1970-1971 : The Silent Force (série TV)
- 1970 : Swing Out, Sweet Land (en) de Stan Harris
- 1971 : The Sheriff de David Lowell Rich
- 1972 : Movin' On d'E. W. Swackhamer
- 1972 : Search (série TV)
- 1972 : Haunts of the Very Rich de Paul Wendkos
- 1974 : Opération serpent (Fer-de-Lance) de Russ Mayberry
- 1975 : Le Daliah noir (Who Is the Black Dahlia?) de Joseph Pevney
- 1976 : Young Pioneers (série TV)
- 1977 : Yesterday's Child de Corey Allen, Bob Rosenbaum et Jerry Thorpe
- 1977 : Intrigues à la Maison Blanche (Washington: Behind Closed Doors) (série TV)
- 1978 : De parfaits gentilshommes (Perfect Gentlemen) (TV)
- 1979 : My Old Man (TV)
- 1982 : Un enfant de lumière (Don't Go to Sleep) (TV)
- 1983 : Shooting Stars (TV)
- 1984 : Meurtre dans un miroir (Dark Mirror) (TV)
- 1984 : Espionnes de charme (Velvet) (TV)
- 1987 : La Main jaune (Harry's Hong Kong) (TV)
- 1991 : Danielle Steel: Palomino (Palomino) (TV)

### comme producteur
- 1962 : Stoney Burke (série TV)
- 1965 : Sur la piste du crime ("The F.B.I.") (série TV)
- 1966-1968 : Commando du désert (The Rat Patrol) (série TV)
- 1966 : Star Trek (série TV)
- 1967 : Les Envahisseurs (The Invaders) (série TV)
- 1974 : Opération serpent (Fer-de-Lance) de Russ Mayberry